# نیکولا آرتمان
نیکولا آرتمان (فرانسوی: Nicolas Hartmann‎؛ زادهٔ ۳ مارس ۱۹۸۵) دوچرخه‌سوار اهل فرانسه است.